# Biometrie
Biometria (gr. bios = viață, metron = măsură) este o ramură a biologiei în care se utilizează metodele statistice, calculul probabilităților și principiile analizei matematice pentru studiul ființelor vii. De asemenea, se poate aplica la diferite nivele de organizare a materiei vii:
- biometria nucleului (cariometria);
- biometria celulelor (citometria);
- biometria țesuturilor (histometria);
- biometria organelor (viscerometrie, osteometrie);
- biometria părților corpului (somatometrie).

Biometria cuprinde metode de recunoaștere unică a oamenilor pe baza uneia sau mai multor trăsături intrinseci fizice sau comportamentale. În informatică, în special, biometria este folosită ca o formă de gestionare a accesului de identitate și de control al accesului. Este utilizată de asemenea, pentru a identifica indivizi în grupuri aflate sub supraveghere. 
Tehnologia biometrică oferă metode automate de identificare sau autorizare a unei persoane. Acestea se pot încadra în două mari clase:
1. Metode fiziologice, legate în general de formele corpului. Exemplele includ, dar nu sunt limitate la amprente, geometria mâinii, recunoașterea feței, recunoașterea irisului care a înlocuit-o în mare măsură pe cea a retinei, ADN și odor/miros.
2. Metode comportamentale, legate de comportamentul unei persoane. Exemplele includ, dar nu sunt limitate la ritmul tastării, mers și voce. Unii cercetători au inventat termenul de comportametrie pentru această clasă a datelor biometrice[3].